# Bupleurum dumosum
Bupleurum dumosum là một loài thực vật có hoa trong họ Hoa tán. Loài này được Coss. & Balansa mô tả khoa học đầu tiên năm 1873.